# Masalia pluritelifora
Masalia pluritelifora är en fjärilsart som beskrevs av Emilio Berio 1966/67. Masalia pluritelifora ingår i släktet Masalia och familjen nattflyn. Inga underarter finns listade i Catalogue of Life.